# Biochimica

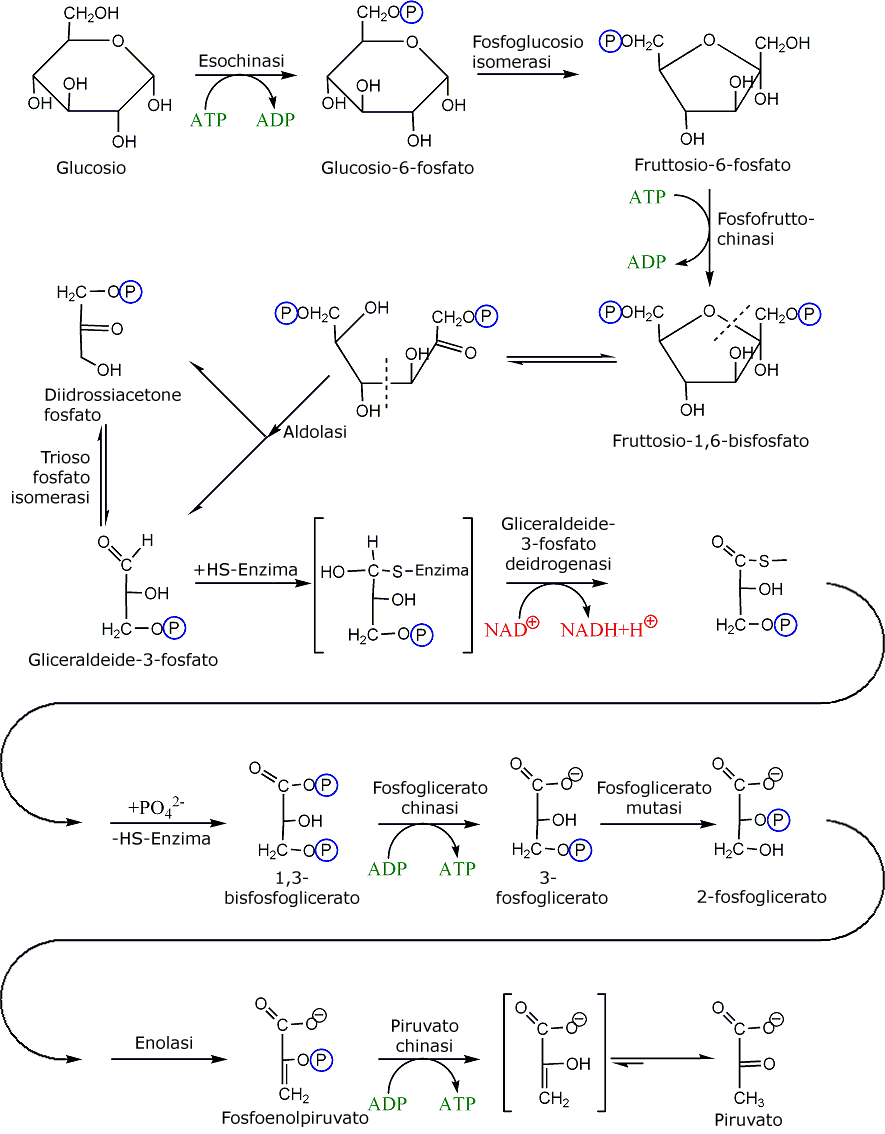
La glicolisi vista nel suo insieme come esempio di parte di via metabolica studiata dalla biochimica

La biochimica o chimica biologica è la branca della biologia e della chimica che studia le reazioni chimiche complesse che danno origine alla vita: oggetto di studio sono la struttura e le trasformazioni dei componenti delle cellule, come proteine, carboidrati, lipidi, acidi nucleici e altre biomolecole.
Sebbene vi sia un grande numero di diverse biomolecole, sono tutte essenzialmente composte dagli stessi costituenti di base (genericamente chiamati monomeri), posizionati in ordini diversi. Ogni classe di biomolecole ha un set di differenti subunità.
La biochimica del metabolismo cellulare e del sistema endocrino è già stata ampiamente descritta. Altre aree della biochimica includono lo studio del codice genetico (DNA, RNA), la sintesi proteica, il meccanismo di trasporto della membrana cellulare e la trasduzione del segnale.

## Sviluppo della biochimica
Originariamente si credeva che la vita non fosse soggetta alle normali leggi della chimica, contrariamente agli oggetti inanimati. Si pensava che soltanto gli esseri viventi potessero produrre le molecole della vita (da altre biomolecole preesistenti). Ma già verso la fine del Settecento si stabilirono i principi di partenza della biochimica, grazie alle ricerche di Lavoisier e di Spallanzani sulla respirazione degli organismi viventi.
Nel 1828, Friedrich Wöhler pubblicò una ricerca sulla sintesi dell'urea, provando che i composti organici possono essere creati artificialmente, seguito pochi anni dopo dalle analisi e sintesi di Justus von Liebig che consentirono le prime applicazioni pratiche della nuova disciplina, tra le quali la fertilizzazione con concimi inorganici.
L'alba della biochimica può essere considerata la scoperta del primo enzima, la diastasi, nel 1833, da parte di Anselme Payen. Nonostante il termine "biochimica" sembri essere stato usato per la prima volta nel 1881 (la parola chimica biologica invece risale al 1826 ed è attribuibile a Huenefeld), è generalmente accettato che la parola sia stata coniata formalmente nel 1903 da Carl Neuber, un chimico tedesco. Da allora la biochimica ha fatto grandi passi in avanti, specialmente a partire dalla metà del XX secolo, con lo sviluppo di tecniche come la cromatografia, la diffrattometria a raggi X, la spettroscopia NMR e simulazioni delle dinamiche molecolari. Queste tecniche permisero la scoperta e l'analisi dettagliata di numerose molecole e delle sequenze metaboliche delle cellule, come la glicolisi ed il Ciclo di Krebs (o ciclo dell'acido citrico).
Le scoperte della biochimica vengono applicate in molte aree, dalla genetica alla biologia molecolare, dall'agricoltura alla medicina.

## I carboidrati

Lo zucchero più usato in alimentazione è senza dubbio il disaccaride saccarosio

La funzione dei carboidrati è duplice: strutturale e di riserva energetica. Gli zuccheri sono carboidrati, anche se ci sono carboidrati che non sono zuccheri. Sulla Terra esistono molti più carboidrati di qualsiasi altro tipo di biomolecola. Il più semplice tipo di carboidrato è un monosaccaride, che tra le altre proprietà contiene carbonio, idrogeno e ossigeno nella proporzione 1:2:1 (formula generale CnH2nOn, dove n vale almeno 3). Il glucosio, uno dei più importanti carboidrati, è un esempio di monosaccaride. Così come il fruttosio, lo zucchero che dà alla frutta il suo caratteristico sapore dolce.
Due monosaccaridi possono essere uniti assieme usando la sintesi per disidratazione, nella quale un atomo di idrogeno viene rimosso dalla fine di una molecola ed un gruppo ossidrile (-OH) viene rimosso dall'altra. Il gruppo H-OH o H2O viene poi rilasciato come una molecola di acqua, da cui il nome disidratazione. La nuova molecola, consistente in due monosaccaridi, viene chiamata disaccaride ed è tenuta insieme da un legame glicosidico oppure da altri tipi di legame. Può anche verificarsi la reazione opposta, chiamata idrolisi, usando una molecola di acqua per scindere il disaccaride mediante rottura del legame glicosidico.
Il disaccaride più conosciuto è il saccarosio (il comune zucchero da tavola o zucchero di canna), che è composto da una molecola di glucosio ed una di fruttosio legate assieme. Un altro importante disaccaride è il lattosio, che consiste in una molecola di glucosio ed una di galattosio. In età avanzata la produzione di lattasi (l'enzima che idrolizza il lattosio in glucosio e galattosio) tipicamente decresce, determinando una deficienza di lattasi, che conduce alla cosiddetta "intolleranza al lattosio".
Quando più di due (solitamente da tre a dieci) monosaccaridi sono legati assieme, viene a formarsi un oligosaccaride (dal greco, la radice oligo- significa "poco"). Queste molecole di solito vengono usate come marcatori e segnali, ma possono avere anche altri tipi di funzioni.
Più monosaccaridi legati assieme formano un polisaccaride. I monosaccaridi possono essere legati in una lunga catena lineare oppure in una catena ramificata. I tre più comuni polisaccaridi sono la cellulosa, l'amido ed il glicogeno, formati dalla ripetizione di monomeri di glucosio. La cellulosa è prodotta dai vegetali ed è un importante componente strutturale delle loro cellule. Gli esseri umani non possono produrre cellulosa, né digerirla poiché sono privi dell'enzima β-glicosidasi adibito proprio alla scissione di questa. L'amido è un polisaccaride di deposito del glucosio.  Il glicogeno, invece, è un carboidrato animale; viene usato dall'uomo come deposito di energia.
Il glucosio è la più importante fonte di energia per la maggior parte delle forme di vita ed un gran numero di vie cataboliche convergono su di esso. Ad esempio, i polisaccaridi vengono spezzati nei loro monomeri (la glicogeno fosforilasi rimuove i residui di glucosio dal glicogeno). I disaccaridi come il lattosio o il saccarosio vengono scissi nei due monosaccaridi che li compongono. Il glucosio è metabolizzato da un importantissimo processo, ampiamente conservato nelle specie viventi, composto di dieci tappe e chiamato glicolisi, il cui risultato finale è la rottura di una molecola di glucosio in due molecole di piruvato; questo produce anche due molecole di adenosintrifosfato (ATP), l'energia utilizzata dalle cellule, assieme a due equivalenti ridotti convertendo il NAD in NADH. Questo processo non richiede ossigeno; quando l'ossigeno non è disponibile (o le cellule non possono utilizzarlo), il NAD viene ripristinato convertendo il piruvato in lattato (accade ad esempio nell'uomo), oppure in etanolo (nel lievito). Altri monosaccaridi come il galattosio ed il fruttosio possono essere convertiti nei composti intermedi della glicolisi. Nelle cellule aerobiche con sufficiente ossigeno, come la maggior parte delle cellule umane, il piruvato può essere metabolizzato ulteriormente. Esso viene convertito irreversibilmente in acetil-CoA, dando come prodotto di scarto un atomo di carbonio sotto forma di biossido di carbonio, generando un ulteriore equivalente riducente di NADH.
Le due molecole di acetil-CoA (da una molecola di glucosio) entrano poi nel ciclo di Krebs, producendo altre due molecole di ATP, sei di NADH e due molecole legate di FADH2, e rilasciando il carbonio restante come biossido di carbonio. Le molecole ridotte di NADH e FADH2 entrano poi nel sistema di trasporto elettronico, nel quale gli elettroni vengono trasferiti ad una molecola di ossigeno, producendo acqua, e gli originari NAD+ e FAD vengono rigenerati. Per questo motivo gli esseri umani inspirano ossigeno ed espirano biossido di carbonio. L'energia di trasferimento degli elettroni dagli stati di alta energia di NADH e FADH2 viene utilizzata per generare altre 28 molecole di ATP (soltanto due erano state prodotte nella glicolisi), per un totale di 32 molecole di ATP. È chiaro che usare ossigeno per ossidare completamente il glucosio, fornisce all'organismo una grande energia, ed è per questo che le forme di vita complesse comparvero sulla Terra soltanto quando nell'atmosfera si accumularono forti quantità di ossigeno.
Nei vertebrati, durante la contrazione vigorosa (nel sollevamento pesi o nello sprint, ad esempio) i muscoli scheletrici non ricevono abbastanza ossigeno per sviluppare l'energia richiesta, e così viene impiegato il metabolismo anaerobico, convertendo il glucosio in lattato (acido lattico). Il fegato può rigenerare il glucosio mediante la gluconeogenesi. Questo processo non è esattamente l'opposto della glicolisi e richiede una quantità tripla di energia guadagnata con la glicolisi (vengono utilizzate sei molecole di ATP, mentre nella glicolisi ne vengono prodotte due).
Il glicogeno (così come l'amido nelle piante) può essere considerato una riserva di glucosio per le necessità dell'organismo. Il glicogeno conservato nel fegato, infatti, viene utilizzato per riportare alla normalità i livelli ematici di glucosio durante il digiuno. Il glicogeno presente nei muscoli, invece, viene usato esclusivamente per i muscoli stessi, nel corso di impegnativi sforzi contrattili.

## Le proteine

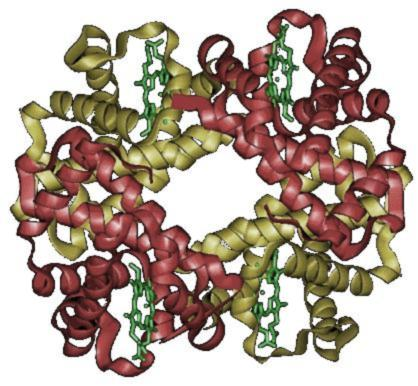
Rappresentazione schematica dell'emoglobina. Le parti a forma di nastro rappresentano la proteina globina; le quattro parti in verde sono i gruppi eme.

Allo stesso modo dei carboidrati, alcune proteine hanno una funzione strutturale. Ad esempio i movimenti delle proteine actina e miosina sono responsabili della contrazione dei muscoli scheletrici. Una proprietà che molte proteine possiedono è quella di legarsi a particolari molecole o classi di molecole; possono essere estremamente selettive in ciò che legano. Gli anticorpi sono un esempio di proteine che si attaccano ad un tipo specifico di molecole. Infatti l'ELISA (Enzyme-Linked ImmunoSorbent Assay), che fa uso di anticorpi, è uno dei più sensibili test che la medicina moderna usa per identificare varie biomolecole. Probabilmente le più importanti proteine sono gli enzimi. Queste sorprendenti molecole riconoscono specifiche molecole reagenti chiamate substrati e sono in grado di catalizzare le reazioni in cui essi sono coinvolti.
Abbassando l'energia di attivazione, un enzima riesce a velocizzare una reazione di un tasso di circa 1011 e oltre: una reazione che in condizioni normali impiegherebbe 3000 anni per completarsi spontaneamente, in presenza di enzimi può impiegare meno di un secondo. L'enzima non viene utilizzato nel processo ed è libero di catalizzare la stessa reazione con un nuovo set di substrati. Usando vari agenti modificatori, l'attività dell'enzima può essere regolata, permettendo il controllo della biochimica cellulare nel suo insieme.

### Composizione
Essenzialmente le proteine sono catene di amminoacidi. Un amminoacido è costituito da un atomo di carbonio legato a quattro gruppi:
- Un gruppo amminico, -NH2;
- Un gruppo carbossilico, -COOH;

(Questi gruppi in particolari condizioni fisiologiche esistono nella forma Zwitterionica come -NH3+ e -COO−)
- Un atomo di idrogeno disposto sopra al carbonio (C);
- Un gruppo -R (radicale), differente per ogni amminoacido. In funzione delle proprietà chimiche di tale gruppo, un amminoacido viene classificato come acido, basico, idrofilo (o polare) e idrofobo (o apolare).

Esistono venti amminoacidi standard. Alcuni di questi hanno funzioni così come sono oppure in una forma modificata. Il glutammato, ad esempio, è un importante neurotrasmettitore.

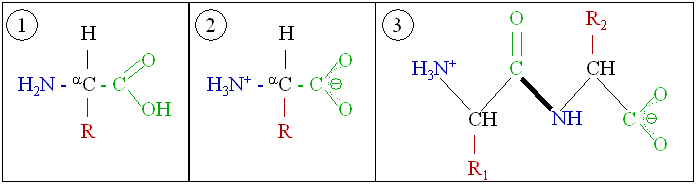
Amminoacidi generici (1) in una forma neutrale, (2) nella forma in cui esistono fisiologicamente, e (3) legati assieme a formare un dipeptide.

Gli amminoacidi possono essere legati assieme tramite un legame peptidico. In questa sintesi per disidratazione viene rimossa una molecola di acqua ed il legame peptidico lega l'azoto del gruppo amminico di un amminoacido con il carbonio del gruppo carbossilico dell'amminoacido contiguo. La molecola risultante viene chiamata dipeptide, mentre le corte catene di amminoacidi (di solito meno di 30) prendono il nome di peptidi o polipeptidi e le catene più lunghe sono le proteine. Ad esempio l'albumina, presente nel siero, contiene 585 residui amminoacidici.

### Struttura
La struttura delle proteine è tradizionalmente descritta come una gerarchia a quattro livelli.
- La struttura primaria di una proteina semplice consiste nella sua sequenza lineare di amminoacidi (ad esempio "alanina-glicina-triptofano-serina-glutammato-asparagina-glicina-lisina-...").
- La struttura secondaria consiste nella morfologia locale. Alcune combinazioni di amminoacidi tendono a ripiegarsi in una spirale chiamata α-elica (alcune sono facilmente osservabili nell'immagine schematica più in alto).
- La struttura terziaria è l'intera struttura tridimensionale della proteina, determinata dalla sequenza degli amminoacidi. Infatti una singola sostituzione può cambiare l'intera struttura. I foglietti β dell'emoglobina contengono 146 residui amminoacidici; la sostituzione del glutammato in posizione 6 con una valina ne cambia il comportamento, provocando l'anemia falciforme.
- Infine la struttura quaternaria riguarda la struttura delle proteine con più subunità peptidiche, come l'emoglobina che ne possiede 4. Non tutte le proteine hanno più di una subunità.

### Metabolismo delle proteine
Le proteine ingerite vengono di solito scisse in singoli amminoacidi o in dipeptidi nell'intestino tenue e in seguito assorbiti. Possono poi essere ancora legati assieme a formare nuove proteine. I prodotti intermedi della glicolisi, del ciclo di Krebs e della via dei pentoso fosfati possono essere utilizzati per produrre tutti i 20 amminoacidi, e molti batteri e piante posseggono tutti gli enzimi necessari a sintetizzarli. L'uomo ed altri mammiferi invece non possono sintetizzarne la metà: isoleucina, leucina, lisina, metionina, fenilalanina, treonina, triptofano e valina, ovvero gli amminoacidi essenziali che devono essere assunti con la dieta. I mammiferi posseggono invece gli enzimi necessari alla sintesi di alanina, asparagina, aspartato, cisteina, glutammato (o acido glutammico), glutammina, glicina, prolina, serina e tirosina. Possono produrre anche arginina ed istidina, ma non in quantità sufficienti per i giovani animali in crescita, quindi anche questi ultimi due amminoacidi vengono di solito considerati essenziali.
Se da un amminoacido viene rimosso un gruppo amminico, questo lascia dietro di sé uno scheletro di carbonio chiamato α-chetoacido. Gli enzimi transaminasi possono facilmente trasferire un gruppo amminico da un amminoacido (trasformando quest'ultimo in α-chetoacido) ad un altro α-chetoacido, trasformandolo in amminoacido. Questo processo è molto importante nella biosintesi degli amminoacidi, come per molte altre trasformazioni biochimiche.
Gli amminoacidi possono essere anche utilizzati per produrre energia. Tale processo porta l'amminoacido ad essere scisso in una molecola di ammoniaca ed in uno scheletro carbonioso. L'ammoniaca (NH3, esistente in forma di ione ammonio NH4+ nel sangue), ad alte concentrazioni è tossica.
Per questo in tutti gli animali si è sviluppato il metodo più adatto alla sua escrezione. Gli organismi unicellulari rilasciano semplicemente l'ammoniaca nell'ambiente. Similmente, i pesci della classe Osteichthyes, o pesci ossei, possono rilasciarla nell'acqua dove è facilmente diluita. In generale i mammiferi convertono l'ammoniaca in urea tramite il ciclo dell'urea, prima della sua espulsione.

## I lipidi
Il termine lipide comprende un gran numero di molecole ed in senso esteso comprende tutti i composti di origine biologica insolubili in acqua o apolari, incluse le cere, gli acidi grassi, i fosfolipidi derivati degli acidi grassi, gli sfingolipidi, i glicolipidi ed i terpenoidi, come retinoidi e steroidi. Alcuni lipidi sono molecole lineari alifatiche, mentre altri hanno una struttura ad anello. Possono essere flessibili oppure rigidi.
La maggior parte dei lipidi ha una zona a carattere polare, pur essendo in gran parte apolare. Generalmente il corpo è apolare o idrofobico, cioè non interagisce bene con solventi polari come l'acqua. La testa è invece polare, o idrofila e tende ad associarsi ai solventi polari.
Nel caso del colesterolo la parte polare è il gruppo -OH (idrossile o alcol); nel caso dei fosfolipidi i gruppi polari sono più ingombranti e più polari.

## Gli acidi nucleici
Un acido nucleico è una molecola complessa ad alto peso molecolare, composta da catene di nucleotidi, che trasmettono le informazioni genetiche. I più noti acidi nucleici sono il DNA e l'RNA, presenti in tutte le cellule viventi e nei virus.
Gli acidi nucleici, chiamati in questo modo per via della loro presenza nel nucleo delle cellule, sono anche detti biopolimeri. I monomeri di cui sono formati sono chiamati nucleotidi, ognuno dei quali ha tre componenti:
- Una base azotata (purinica o pirimidinica);
- Uno zucchero pentoso;
- Un gruppo fosfato

Gli acidi nucleici differiscono tra loro per lo zucchero contenuto nelle loro catene. Il DNA (o acido desossiribonucleico), ad esempio, contiene desossiribosio. Anche le basi azotate differiscono nei due tipi di acidi nucleici (DNA ed RNA): adenina, citosina e guanina sono presenti in entrambi, mentre la timina presente nel DNA è sostituita nell'RNA dall'uracile.

## Relazioni con altre scienze biologiche a scala molecolare

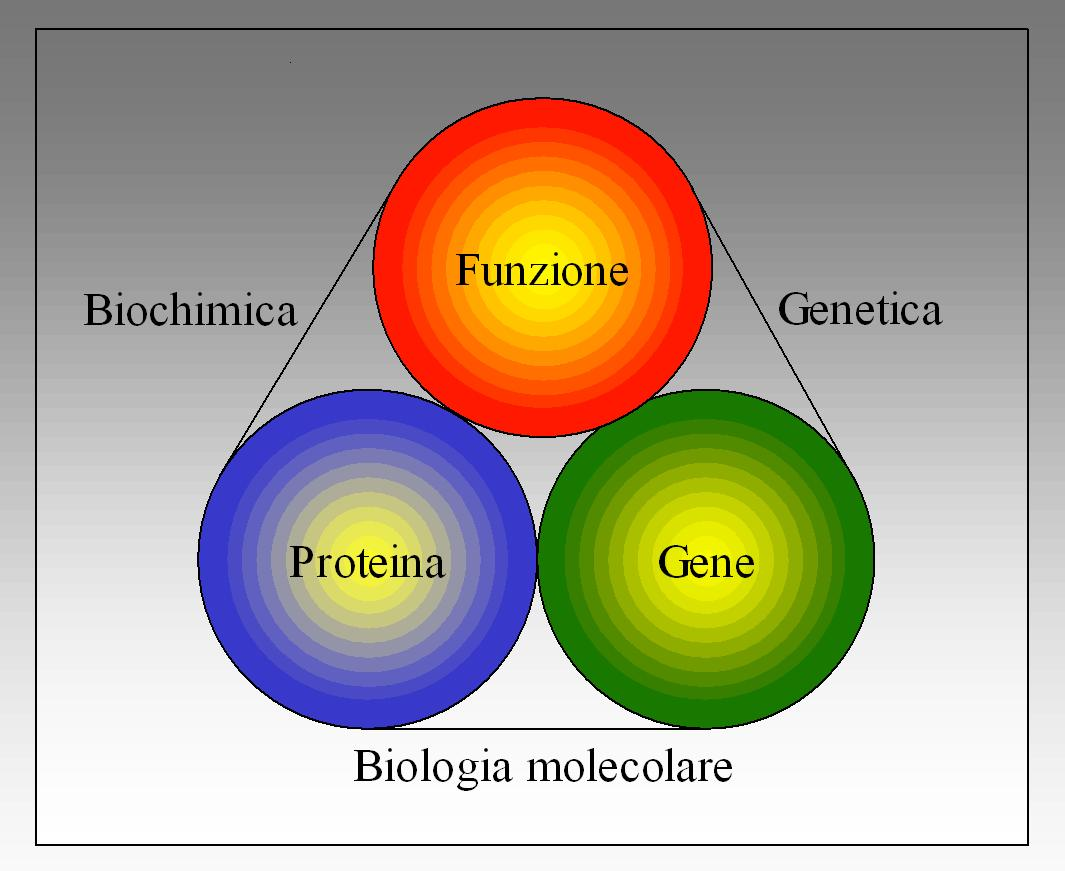
Relazione tra biologia molecolare, genetica e biochimica in un'accezione classica dei relativi campi di studio

I ricercatori in biochimica utilizzano tecniche di ricerca originali, ma combinano sempre più queste nuove tecniche con altre prese in prestito dalla genetica, dalla biologia molecolare e dalla biofisica. Non è mai esistita una precisa linea di demarcazione tra queste discipline in termini di tecniche e contenuti, ma i membri di ognuna di esse sono stati in passato molto "territoriali". I termini biologia molecolare e biochimica sono praticamente intercambiabili. L'immagine seguente è uno schema che illustra le possibili relazioni tra queste discipline.
- La biochimica è lo studio delle sostanze chimiche e dei processi vitali degli organismi viventi.
- La genetica è lo studio dell'effetto delle differenze genetiche sugli organismi, che spesso possono essere causate dall'assenza di un normale componente (ad esempio un gene); lo studio degli organismi mutanti, mancanti di uno o più componenti funzionali, con riferimento al cosiddetto "wild-type" o al normale fenotipo.
- La biologia molecolare è lo studio dei sostegni molecolari del processo di replicazione, trascrizione e traduzione del materiale genetico. Il dogma centrale della biologia molecolare, secondo cui il materiale genetico è trascritto nell'RNA e poi tradotto in proteine, oltre ad essere un modello molto semplificato, può essere considerato un buon punto di partenza per la comprensione in questo campo di indagine. Questo modello, comunque, è in via di revisione, alla luce di nuovi ruoli riguardanti l'RNA.
- La biologia chimica punta a sviluppare nuovi strumenti basati su piccole molecole che permettono di raccogliere dettagliate informazioni sui sistemi biologici provocando loro minime perturbazioni. Infine la biologia chimica impiega sistemi biologici per creare ibridi artificiali tre biomolecole ed elementi sintetici (ad esempio capsidi virali svuotati che possono diventare vettori per terapie geniche o altri medicinali).

## Metodologie biochimiche
Nell'ultimo ventennio ha assunto sempre maggiore importanza l'analisi chimico-fisica delle biomolecole, con particolare accento alla loro struttura al fine di correlare quest'ultima alla funzione delle molecole stesse. In particolare, tre tecniche sono utilizzate con questi fini:
- Spettroscopia di risonanza magnetica nucleare
- Diffrattometria a raggi X
- Spettrometria di massa

È sempre crescente, inoltre, l'interesse verso studi computazionali/statistici di biomolecole attraverso tre importanti metodologie computazionali:
- Dinamica molecolare
- Meccanica quantistica
- Bioinformatica